# Динамична уебстраница
Динамичната уебстраница (на английски: dynamic web page) е уебстраница, чието съдържание варира в зависимост от заложените параметри, предоставени от потребителя или от компютърния софтуер.

## Програмиране от страна на клиента
Скриптове от страната на клиента (client-side) променят поведението на интерфейса на конкретна уебстраница в отговор на действията на мишката или клавиатурата, или при планирани събития. В този случай динамичното поведение се случва в презентационния слой. Съдържанието от страната на клиента се обработва и стартира на локалния компютър на потребителя.

## Програмиране при сървъра
Програмите, които се изпълняват от страна на HTTP сървъра, могат да се използват за промяна на съдържанието на уебстраници или да окажат влияние на разпределението или презареждането на страницата.
Уебстраниците обикновено се създават с помощта на езици за програмиране от страната сървъра (server-side) като WebDNA, Ruby, PHP, Perl, ColdFusion, ASP и др. Често тези езици от страната на сървъра използват Common Gateway Interface при изграждането на динамични уебстраници. Две основни изключения са ASP.NET и JSP, които използват принципите на CGI в тяхното API, но всъщност прехвърлят всички заявки в споделена виртуална машина.